# 2009년 3월
| 2009년: 1월 · 2월 · 3월 · 4월 · 5월 · 6월 · 7월 · 8월 · 9월 · 10월 · 11월 · 12월 |

| <          | 2009년 3월 | 2009년 3월 | 2009년 3월 | 2009년 3월 | 2009년 3월  | >          |
| 일         | 월         | 화         | 수         | 목         | 금          | 토         |
| 1 2.5 을사 | 2 6 병오   | 3 7 정미   | 4 8 무신   | 5 9 기유   | 6 10 경술   | 7 11 신해  |
| 8 12 임자  | 9 13 계축  | 10 14 갑인 | 11 15 을묘 | 12 16 병진 | 13 17 정사  | 14 18 무오 |
| 15 19 기미 | 16 20 경신 | 17 21 신유 | 18 22 임술 | 19 23 계해 | 20 24 갑자  | 21 25 을축 |
| 22 26 병인 | 23 27 정묘 | 24 28 무진 | 25 29 기사 | 26 30 경오 | 27 3.1 신미 | 28 2 임신  |
| 29 3 계유  | 30 4 갑술  | 31 5 을해  |            |            |             |            |

| - 3월 6일 - 하선정 - 3월 6일 - 김흥기 - 3월 7일 - 장자연 - 3월 8일 - 이토 다카히로 - 3월 12일 - 이창용 편집하기 |

## 2009년3월 29일
- 김연아가 미국 로스엔젤레스 스테이플스 센터에서 열린 2009 국제빙상경기연맹(ISU) 세계 피겨스케이팅 선수권 대회에서 여자 싱글 쇼트 76.12점, 프리 스케이팅 131.59점, 종합 207.71점으로 세계 신기록을 세웠다.
- 코트디부아르 아비장 스타디움에서 2010년 FIFA 월드컵 예선이 진행되는 도중 사고가 일어나 관중 19명이 죽고 130여 명이 다쳤다.

## 2009년3월 28일
- 전 세계 수백만 명의 사람들이 지구의 시간 행사 2009에 참가했다.
- 런던에서 G20이 가난과 기후 변화, 실직에 대해 해결하라는 대규모 집회가 열렸다.
- 탈레반 무장 세력이 파키스탄에서 북대서양조약기구 소속 트럭 12대를 부쉈다.
- 레드 강의 수위가 12m 이상으로 올라가 미국 노스다코타 주에서 긴급 대피 명령이 발동됐다.
- 캐나다 연구팀이 중국 해커 집단이 전 세계 103개국의 컴퓨터에 침투해 정보를 빼내고 있다고 발표했다.

## 2009년3월 27일
- 일본이 조선민주주의인민공화국의 미사일에 대한 파괴 명령을 사상 최초로 선포했다.
- 연쇄총기살인범인 데일 하우스너가 2005-2006년 6건의 살인죄로 6번의 사형 선고를 집행하라는 판결을 받았다.
- 인도네시아 탕게라에서 댐 붕괴 사고로 대규모 홍수가 일어나 최소 50명이 숨졌다.
- 파키스탄 잠루드에서 자살 폭탄테러가 일어나 70명 이상이 다치고 최소 50명이 숨졌다.
- 러시아가 북극 영유권 주장 지속을 위해 군사 기지를 설립하겠다고 밝혔다.

## 2009년3월 26일
- 미국 오바마 대통령이 파키스탄과 아프가티스탄에 4천여 명의 병력을 추가로 파견하겠다는 신군사전략을 발표했다.
- 프랑스계 러시아인이자 수학자인 미카일 크로모프가 2009 아벨상을 수상했다.
- 니콜라스 사르코지 프랑스 대통령이 안도라가 은행 계좌법을 바꾸지 않으면 공동 후계자 자격을 포기하겠다고 선언했다.

## 2009년3월 25일
- 스웨덴 의회가 50 오레 동전을 2010년 9월 30일부터 폐지하겠다는 의결안에 승인했다.
- 미 공군 F-22기가 캘리포니아의 에드워드 AF 기지 인근에 추락해 비행사가 숨졌다.
- 조선민주주의인민공화국이 대포동 2 미사일을 4월 4-8일쯤 쏘아올릴 것으로 보인다.
- 인천광역시 중구 운서동에 영종도서관이 개관했다.

## 2009년3월 24일
- 2009 월드 베이스볼 클래식에서 일본이 대한민국에 5:3으로 우승했다
- 체코의 총리인 미렉 토포라넥이 2009 체코 총선의 대패로 신임을 잃은 것에 대해 사퇴하겠다고 선언했다.
- 프랑스의 국방부 장관인 헤르베 모린이 과거 핵실험으로 희생된 알제리와 남태평양 피해자에게 보상할 계획이 있다고 밝혔다.
- 남아프리카공화국 정부가 요하네스버그에서 열릴 평화 회담에 달라이 라마가 참석하도록 하기 위해 비자를 발급했다는 의혹에 대해 거부 방침을 표명했다.
- 영국의 소비자 물가 지수가 49년 만에 처음으로 0%에 머물렀다.
- 잠무와 카슈미르 일대의 쿠프와라 지방에서 일어난 분쟁으로 16만의 군사와 8명의 인도군 간부가 사망했다.
- 비행기 추락 전 착륙 시도를 않고 기도한 비행사들에게 이탈리아 정부가 10년형을 선고했다.
- 중국 정부가 유튜브 비디오 공유 사이트 접속을 전면 차단하기로 했다.
- 미국이 멕시코와의 국경 일대 마약 거래 단속을 위해 새로운 국경 보안 정책을 발표했다.

## 2009년3월 23일
- 페덱스 익스프레스 80편이 나리타 국제공항에 착륙할 예정이었으나, 불시착 하면서 폭발했다.
- 이스라엘 하이파에서 무장 괴한이 차량 폭탄을 숨겨놓았던 차가 쇼핑몰에서 폭발했다.
- 2명의 자살 폭탈 테러범이 테러를 저질러 최소 22명이 숨지고 50명 이상이 부상당했다.
- 알래스카의 리도우트 화산이 4번 이상 폭발하고 있어 위험 가능성이 높아지고 있다.
- 파키스탄 이슬라마바드에서 자살 테러가 일어나 1명이 숨지고 3명이 다쳤다.
- 미국 재무부가 은행의 고위험·고수익 부채를 구매할 계획을 발표했다.
- 마케도니아 공화국 총선에서 내부 마케도니아 혁명 기구-마케도니아 국민통합민주당(VMRO)의 조르게 이바노프가 35%로 1위를 차지했으나 과반에 실패해 재투표가 이뤄질 전망이다.

## 2009년3월 22일
- 이스라엘 공군이 가자에 폭탄 공격을 게시해 피해가 더욱 극심해졌다.
- 인도와 파키스탄이 군사분계선에서 무기고를 교환했다.
- 잉글랜드 여자 크리켓 팀이 2009 여자 크리켓월드컵에서 우승했다.
- 캘리포티아 주 오클랜드 경찰서 4명이 총상을 입어 중상을 입었다.

## 2009년3월 21일
- 러시아 다게스탄 공화국에서 일어난 전투로 최소 21명이 숨졌다.
- 펜실베이니아 주, 윈드갭에서 플루오르화수소산을 싣고 가던 화물차가 전복하면서 5천 명의 주민이 일시 대피했다.
- 교황 베테딕토 16세의 말씀을 들으려 앙골라 군중 수천명이 밀집해 2명이 압사로 숨지고 8명이 다쳤다.
- 베네수엘라 군부가 주요 공항과 항만 시설을 장악했다.
- 이탈리아 나폴리 일대에서 시칠리아 마피아에 대항하는 시위가 일어나 수천명의 군중이 모였다.

## 2009년3월 20일
- 미군 해군 함대 두 척이 호르무즈 해협에서 충돌했다.
- 소말리아 해적이 그리스 선적화물선 MV 티탄을 납치했다.
- 그리스 아테네에서 정부 기관에 폭탄이 터져 심각한 손상을 입었다.

## 2009년3월 19일
- 리히터 규모 7.9와 지진이 통가 인근의 태평양 인근에서 발생했다.
- 조선민주주의인민공화국이 두만강 인근에서 취재하던 미국의 두 여기자를 억류했다.
- 홍수로 92명이 죽고 25,000명이 난민이 되면서 나미비아 정부가 긴급재난 상황을 선포했다.
- 아일랜드에서 공무원 노조가 대 정부 항의에 착수했다.
- 미국이 국제연합 동성애자 권리 선언을 지지하는 입장을 밝혔다.
- 영국의 배우 나타샤 리차드슨이 교통 사고로 45세의 나이에 숨졌다.
- 통가 인근에서 계속된 해저 화산 폭발로 리히터 규모 7.6의 지진이 일어났다.

## 2009년3월 18일
- 중국 상업부가 후이안주스회사를 매입하려는 코카콜라의 신청을 거부했다.
- 영국의 실업자 수가 204만 명에 이르는 것으로 조사됐다.
- 교황 베네틱도 16세가 아프리카 방문 동안 에이즈 방지를 위한 콘돔 사용을 중지할 것을 말했다.
- 모잠비크 남풀라 도에서 검찰 조사 결과 12명의 시체가 발견됐다.
- 아덴 만에서 이란의 어선을 소말리아 해적이 납치했다.

## 2009년3월 17일
- 3월 15일 발생한 예멘 폭탄테러의 유가족 및 정부 신속대응팀이 탑승한 차량이 귀국 중 다시 한번 폭탄테러를 당했으나 피해자는 없었다.
- 조선민주주의인민공화국의 김정일 국방위원장이 5일 일정으로 중국 산동성 지난에 방문했다.
- 유럽우주기구의 위성인 GOCE가 러시아 아르한겔스크주의 플라체스크 우주기지에서 발사됐다.
- 조선민주주의인민공화국이 개성공업지구 육로통행을 재개했다.

## 2009년3월 16일
- 마우리시오 푸네스 후보가 엘살바도르의 대통령으로 선출됐다.
- 시애틀 포스트인텔리젠서가 종이판으로는 3월로 마지막 출판을 하게 됐다.
- 마다가스카르에서 야당의 습격이 일어나 안타나나리보 시장이자 마다가스카르 야당 대표인 안드리 라조에리나가 대통령 체포를 요구했다.
- 24년간 딸을 감금하고 강간한 프리츨의 공판이 열려 재판이 이뤄졌다.
- 대한민국 대법원 진상 조사단은 신영철 대법관이  촛불 시위 재판에 개입한 것으로 결론내렸다.

## 2009년3월 15일
- 예멘의 한 관광지에서 폭발물이 터져 한국인 관광객 4명이 사망하였다.
- 아프가니스탄 낭가르하르주, 카불, 칸다하르에서 폭탄테러가 일어나 12명이 숨졌다.
- 엘살바도르의 대통령 총선이 시작됐다.
- 전 파키스탄 총리인 나와즈 샤리프가 3월 16일 시작된 국민들의 반정부 시위에 자택 구금된 것으로 알려졌다.
- 이라크 축구선수가 시합 중 살해당했다.

## 2009년3월 14일
- G20 회담이 영국 서식스에서 열려 경제 위기에 대해 논의했다.
- 베트남 화물선이 남중국해에서 침몰해 3명이 숨졌다.
- 일본이 소말리아로 해상자위대 2척을 파견했다.
- 러시아 공군이 쿠바 혹은 베네수엘라 내의 섬에 공군 기지를 건설하겠다고 발표했다.

## 2009년3월 13일
- 일본이 조선민주주의인민공화국의 위성 발사에 대해 어떤 위험 징후가 발생할 시에는 즉각적으로 요격할 것이라고 발표했다.
- 전국인민대표대회에서 중화인민공화국의 원자바오 총리가 추가 경기부양책의 실시 가능성을 시사했다.
- 모로코와 네덜란드 이중국적자 7명이 암스테르담의 여러 건물을 폭파하겠다고 협박한 죄로 체포됐다.
- 이슬라마바드를 향한 수천명의 시위대에 파키스탄 경찰 병력이 대거 투입됐다.
- 요르단강 서안 지구 인근에서 국제연대운동의 미국인 시위자가 이스라엘 병력과 대치하던 중 중상을 입었다.
- 더블린에서 가스 폭발 사고가 일어나 5명이 부상당했다.
- 방글라데시 다카 인근의 바순다라 시티몰에서 화재가 일어나 7명이 숨졌다.
- 조선민주주의인민공화국은 9일에 이어 다시 개성공업지구로의 육로를 차단했다.

## 2009년3월 12일
- 조지 W. 부시 전 미 대통령에 신발을 던진 문타다르 알자이디 기자가 3년형을 선고받았다.
- 교황 베네딕토 16세가 홀로코스트를 부인했던 영국의 리처드 윌리엄슨 주교의 발언에 대해 사과했다.
- 미국의 사업가인 버나드 메도프가 11개 혐의에 대해 스스로 인정했다.
- 캐나다 뉴펀들랜드 주 대서양 해상 유전개발 작업장으로 향하던 헬기가 추락해 1명이 숨지고 16명이 실종 상태다.
- 국제신용평가사인 피치가 대한민국 18개 은행에 대한 '스트레스 테스트' 결과 향후 2년 내에 모두 42조원 규모의 추가 손실이 발생할 것이라고 밝혔다.

## 2009년3월 11일
- 영국 경찰관 중 1,000명 이상이 전과 기록을 갖고 있는 것으로 밝혀졌다.
- UNICEF가 나이지리아, 니제르, 부르키나파소, 말리에서 2009년 1월부터 뇌수막염 전염병으로 931명이 사망했다고 발표했다.
- 중화인민공화국의 수출계약이 25.7% 감소해 10년 만에 최저치를 기록했다.
- 독일 빈넨덴에서 총기 난사 사건이 발생해 최소 15명이 숨졌다.
- 프랑스의 사르코지 대통령이 북대서양조약기구의 군사 행동에 다시 참여하기로 선언했다.

## 2009년3월 10일
- 미 상원이 4,100억 달러에 달하는 지원부양책을 승인했다.
- 유로비전 송 콘테스트가 조지아의 가수 그룹인 Stephane & 3G의 참가를 거부했다.
- 바그다드에서 자살폭탄테러로 33명이 사망했다.
- 조선민주주의인민공화국이 대한민국의 개성공단 근로자 출입을 재허가했다.
- 자살폭탄테러로 스리랑카에서 10명이 죽고 25명이 부상당했다.
- 산호해 인근에서 유조선 침몰로 질산암모늄 630톤이 유출돼 퀸즐랜드주 최대의 기름유출 사건이 됐다.

## 2009년3월 9일
- 조선민주주의인민공화국 측이 위성 발사 시 요격은 "전쟁"을 의미할 것이라고 경고했다.
- 일본의 경제 수지가 1,728억 엔 급락해 기록적인 적자가 발생했다.
- 중화인민공화국 정부가 티베트 독립 시위를 대비해 병력을 전면 배치했다.

## 2009년3월 8일
- 일본의 탤런트 이토 타카히로가 자살하였다.           * 대한민국의 가수 이승운이 심장마비로 사망하였다.

## 2009년3월 7일
- 영국 정부가 로이드 은행그룹의 지분을 현 43%에서 최소 60%까지 늘리기로 했다.
- 파키스탄에서 일어난 자동차 폭탄테러로 최소 8명이 숨졌다.
- 말레이시아 왕실 경찰이 학교 내 영어 공용화 방침에 반대하는 시위를 진압했다.
- 팔레스타인 자치정부의 총리인 살람 파야드가 사임했다.
- 대한민국의 탤런트 장자연이 자살하였다.
- 북아일랜드에서 IRA의 공격으로 2명의 경찰관이 총격을 당해 사망했다.

## 2009년3월 6일
- 조선민주주의인민공화국이 대한민국 민항기의 안전을 보장할 수 없다며 한미 군사연합훈련에 대한 경계심을 드러냈다.
- 짐바브웨와 총리인 모건 창기라이가 하라레 인근에서 사고를 당해 그의 부인이 사망하고 경미한 부상을 입었다.
- 대한민국과 요리 연구가 하선정이 노환으로 별세하였다.
- 대한민국과 탤런트 김흥기가 뇌출혈로 사망하였다.

## 2009년3월 5일
- 신영철 대한민국 대법관이 2008년 서울중앙지방법원장으로 재직할 당시 촛불 시위 사건 담당 판사들에게 신속한 재판을 촉구하는 이메일을 보낸 것으로 드러났다.
- 제너럴 모터스(GE)가 자사의 회생 자체에 대한 위기심이 있다고 연간 보고서에 밝혔다.
- 중화인민공화국 정부가 내수 확장으로 2009년 경제성장률을 9%에 맞추겠다고 발표했다.
- 잉글랜드 은행이 영국의 경기 부양을 위해 750억 파운드의 자금을 유통하는 계획을 내놓았다.

## 2009년3월 4일
- 베네수엘라의 차베스 대통령이 미 식량회사 카르질을 국유화할 것을 명령해 파문이 일었다.
- 국제사법재판소가 다르푸르 분쟁에 대한 혐의로 현 수단 대통령인 오마르 알바시르에 재판 출두를 명령했다.

## 2009년3월 3일
- 스리랑카 크리켓 선수들이 총격을 당해 7명이 상해를 입고 6명의 경찰관이 사망했다.
- 오바마 대통령과 영국의 고든 브라운 총리의 회담이 백악관에서 열렸다.

## 2009년3월 2일
- 기니비사우의 대통령이 관저에서 암살당했다.
- 조선인민주의공화국과 유엔사 측의 장성급 회담이 2004년 이후 처음으로 열렸다.
- 스리랑카 내전으로 최소 5,000명 이상의 타밀 주민들이 사망한 것으로 밝혀졌다.

## 2009년3월 1일
- 3.1운동이 90주년을 맞았다.